# USS Myers (APD-105)
USS Myers (APD-105) là một tàu vận chuyển cao tốc lớp Crosley, nguyên được cải biến từ chiếc DE-595, một tàu hộ tống khu trục lớp Rudderow, và đã phục vụ cùng Hải quân Hoa Kỳ trong Chiến tranh Thế giới thứ hai. Nó là chiếc tàu chiến duy nhất của Hải quân Hoa Kỳ được đặt cái tên này, theo tên hạ sĩ quan Merton B. Myers (1921-1943), người từng phục vụ cùng tàu khu trục Eberle (DD-430), đã tử trận trong hoạt động chiếm giữ tàu vượt phong tỏa Đức Karin vào ngày 10 tháng 3, 1943 tại Nam Đại Tây Dương và được truy tặng Huân chương Ngôi sao Bạc. Nó đã phục vụ cho đến khi chiến tranh kết thúc, xuất biên chế năm 1946, rồi được chuyển cho Colombia năm 1960 để sử dụng như trạm phát điện nổi. Số phận sau cùng của con tàu không rõ.

## Thiết kế và chế tạo
Thiết kế của lớp Crosley dựa trên việc cải biến lớp tàu hộ tống khu trục Rudderow. Cấu trúc thượng tầng con tàu được mở rộng, đồng thời tháo dỡ bớt vũ khí trang bị để lấy chỗ bố trí nơi nghỉ cho 162 binh lính được vận chuyển cùng khoảng 40 tấn trang bị. Hệ thống động lực tương tự như với các lớp Buckley và Rudderow; là kiểu động cơ turbine-điện General Electric, cung cấp điện năng cho mô-tơ điện để dẫn động hai trục chân vịt.
Dàn vũ khí được giữ lại bao gồm một khẩu pháo 5 inch (130 mm)/38 cal bố trí một phía trước mũi; ba khẩu đội pháo phòng không Bofors 40 mm nòng đôi và sáu pháo phòng không Oerlikon 20 mm; vũ khí chống ngầm gồm hai đường ray Mk. 9 để thả mìn sâu. Thủy thủ đoàn đầy đủ bao gồm 15 sĩ quan và 168 thủy thủ; và con tàu được bố trí tiện nghi để vận chuyển 12 sĩ quan cùng 150 binh lính đổ bộ.
Myers được đặt lườn như là chiếc DE-595 tại Xưởng tàu Bethlehem-Hingham ở Hingham, Massachusetts vào ngày 15 tháng 1, 1944. Nó được hạ thủy vào ngày 15 tháng 2, 1944, được đỡ đầu bởi bà Ralph W. Myers, mẹ của hạ sĩ quan Myers. Đang khi được hoàn thiện, con tàu được xếp lại lớp như một tàu vận chuyển cao tốc vào ngày 17 tháng 7, 1944, mang ký hiệu lườn mới APD-105, và nhập biên chế cùng Hải quân Hoa Kỳ vào ngày 26 tháng 3, 1945 dưới quyền chỉ huy của Hạm trưởng, Đại úy Hải quân Donald H. Petterson.

## Lịch sử hoạt động
Sau khi hoàn tất việc chạy thử máy huấn luyện tại khu vực vịnh Guantánamo, Cuba, Myers đi đến Norfolk, Virginia, nơi nó hoạt động như một tàu huấn luyện dành cho sĩ quan và thủy thủ đoàn các tàu vận chuyển cao tốc trong tương lai. Sau một giai đoạn huấn luyện ôn tập tại vùng biển Caribe, nó đi đến Newport, Rhode Island để tham gia huấn luyện cho thủy thủ đoàn các tàu sân bay và tàu tuần dương. Nó tiếp tục hoạt động dọc theo vùng bờ Đông Hoa Kỳ trong suốt quảng đời phục vụ.
Myers được cho xuất biên chế tại Green Cove Springs, Florida vào 13 tháng 1, 1947 và được đưa về Hạm đội Dự bị Đại Tây Dương. Tên nó được cho rút khỏi danh sách Đăng bạ Hải quân vào ngày 1 tháng 6, 1960, và con tàu bị bán cho Colombia vào ngày 1 tháng 1, 1961 để sử dụng như một trạm phát điện nổi. Số phận sau cùng của con tàu không rõ.

## Phần thưởng
Nguồn: Navsource Naval History
|  |  |  |

| Huân chương Chiến dịch Hoa Kỳ | Huân chương Chiến dịch Châu Á-Thái Bình Dương | Huân chương Chiến thắng Thế Chiến II |